# ツイン・タワーズ・ホテル・バンコク

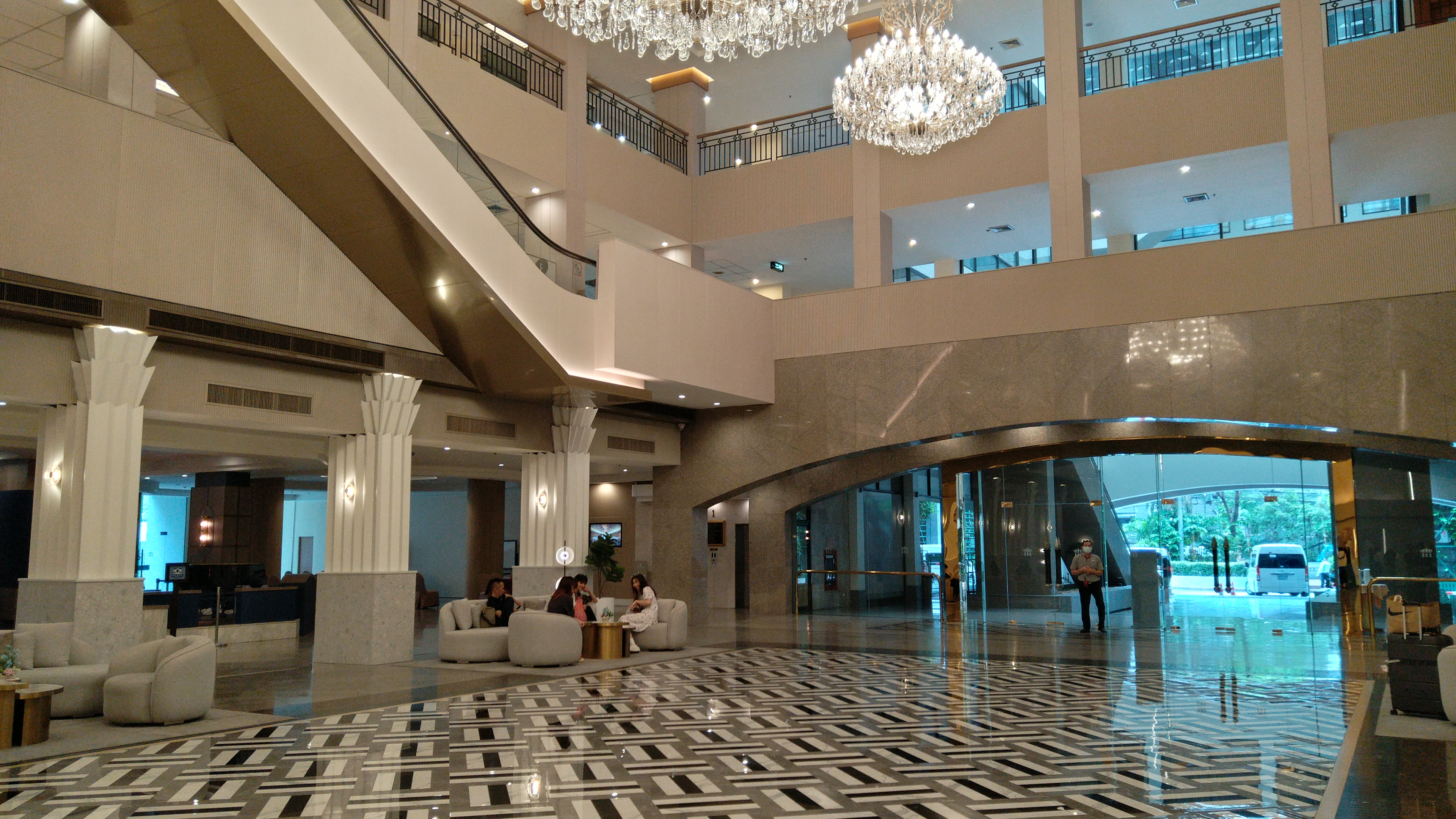
ホテルのロビー

ツイン・タワーズ・ホテル・バンコク(The Twin Towers Hotel Bangkok)は、タイの首都であるバンコク・パトゥムワン区にある四つ星ホテル。旧名称はソル・ツイン・タワーズで、2003年1月1日に現名称に変更した。

## 特徴
日本の旅行会社の格安パッケージツアーで利用されることが多いホテル。最寄り駅はタイ国有鉄道、バンコク・メトロのフワランポーン駅とバンコク・スカイトレインのサナームキラーヘンチャート駅で、いずれの駅から徒歩で約15分かかるため、ラディソン・ホテル・バンコクほどではないものの、街歩きなどに便利な場所にあるとは言えない。
ホテルに着くと、格安パッケージツアーからは想像していなかったほど立派な外観に驚かされる。吹き抜けのロビーには高級感が漂う。客室は格安パッケージツアーで利用される他のホテルと比べてかなり広く、一番下のグレードであるスタンダードで約38平方メートルもある。レストランも充実している。
ホテルクーポンでも利用され、1室1泊あたりの料金が上記ラディソンと比べて約3000円(時期により変動あり)も安く、コストパフォーマンスの高いホテルである。
1992年開業、660室

## 設備
- ゴールド チーク レストラン(Gold Teak Restaurant)　インターナショナル料理
- 福満楼(Fu Marn Lau Restaurant)　中華料理
- テンテン スキ (Ten Ten Suki)　タイスキ
- リムラヤ レストラン(Rimraya Restaurant)　タイ料理
- タワー ラウンジ ロビー バー(Tower Lounge Lobby Bar)　バー
- ボラン マッサージ&スパ(Boran Massage & Spa)　スパ
- プール　屋外に1か所
- セブン-イレブン
- タナチャート銀行

など